# Bad Staffelstein
Bad Staffelstein este un oraș din districtul Lichtenfels, regiunea administrativă Franconia Superioară, landul Bavaria, Germania. 

## Obiective turistice
- Bazilica Vierzehnheiligen, cu hramul celor Paisprezece ajutători, din perimetrul acestei localități, a fost creată de arhitectul german Balthasar Neumann.
- Mănăstirea Banz, cu hramul Sfântul Dionisie, secularizată în anul 1803.

## Galerie de imagini

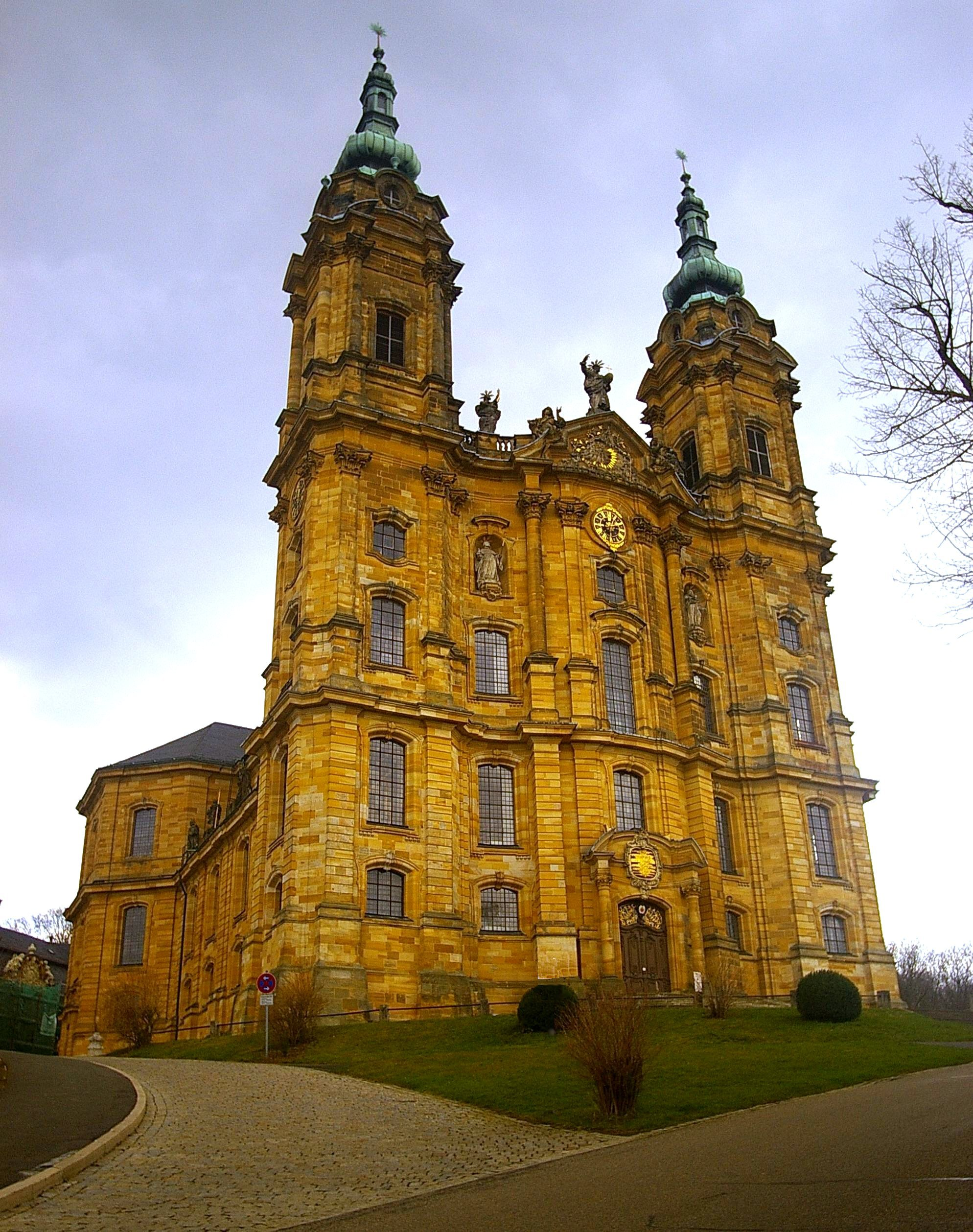
Bazilica Vierzehnheiligen, construită de Balthasar Neumann
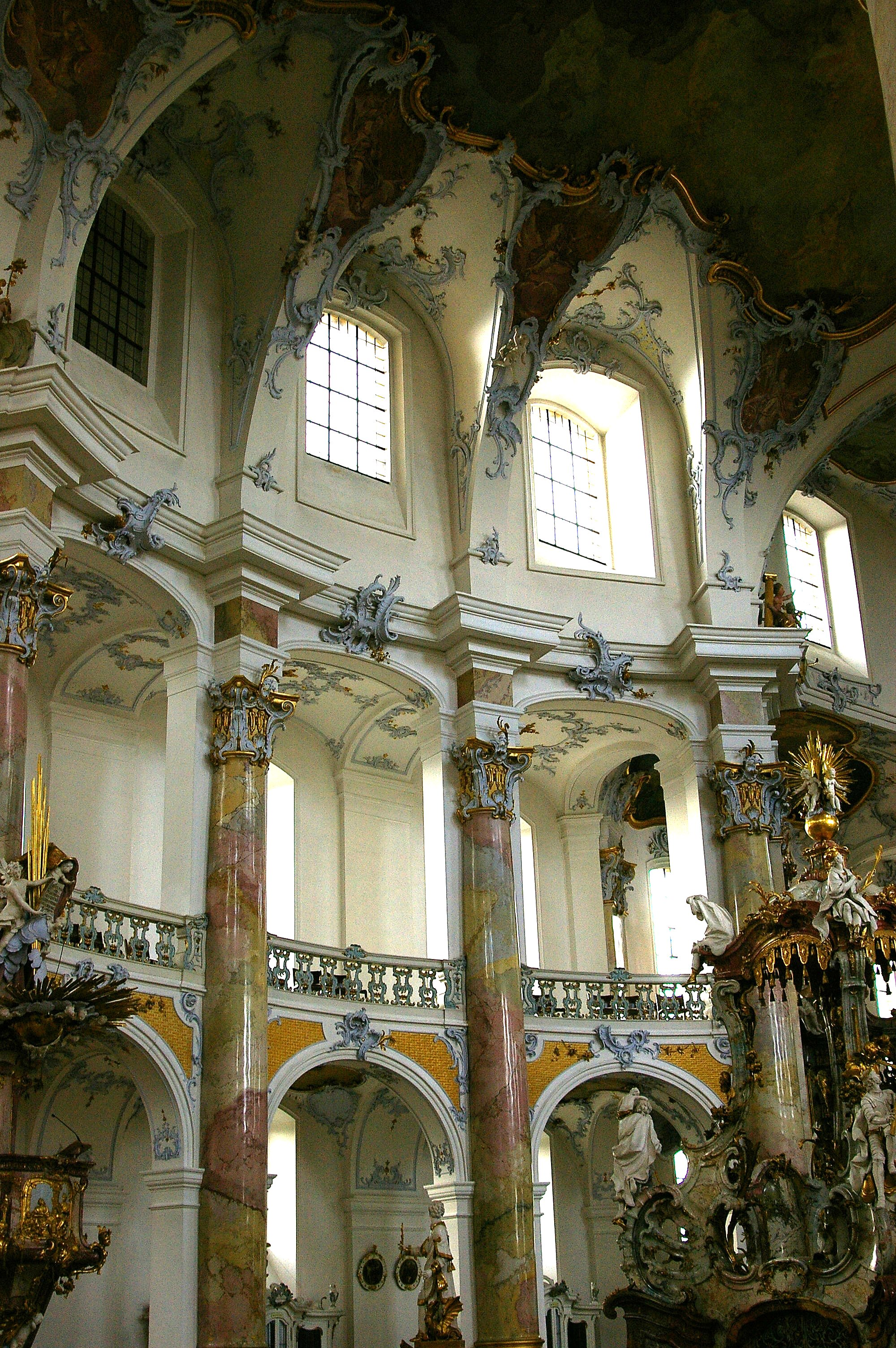
Bazilica Vierzehnheiligen, construită de Balthasar Neumann
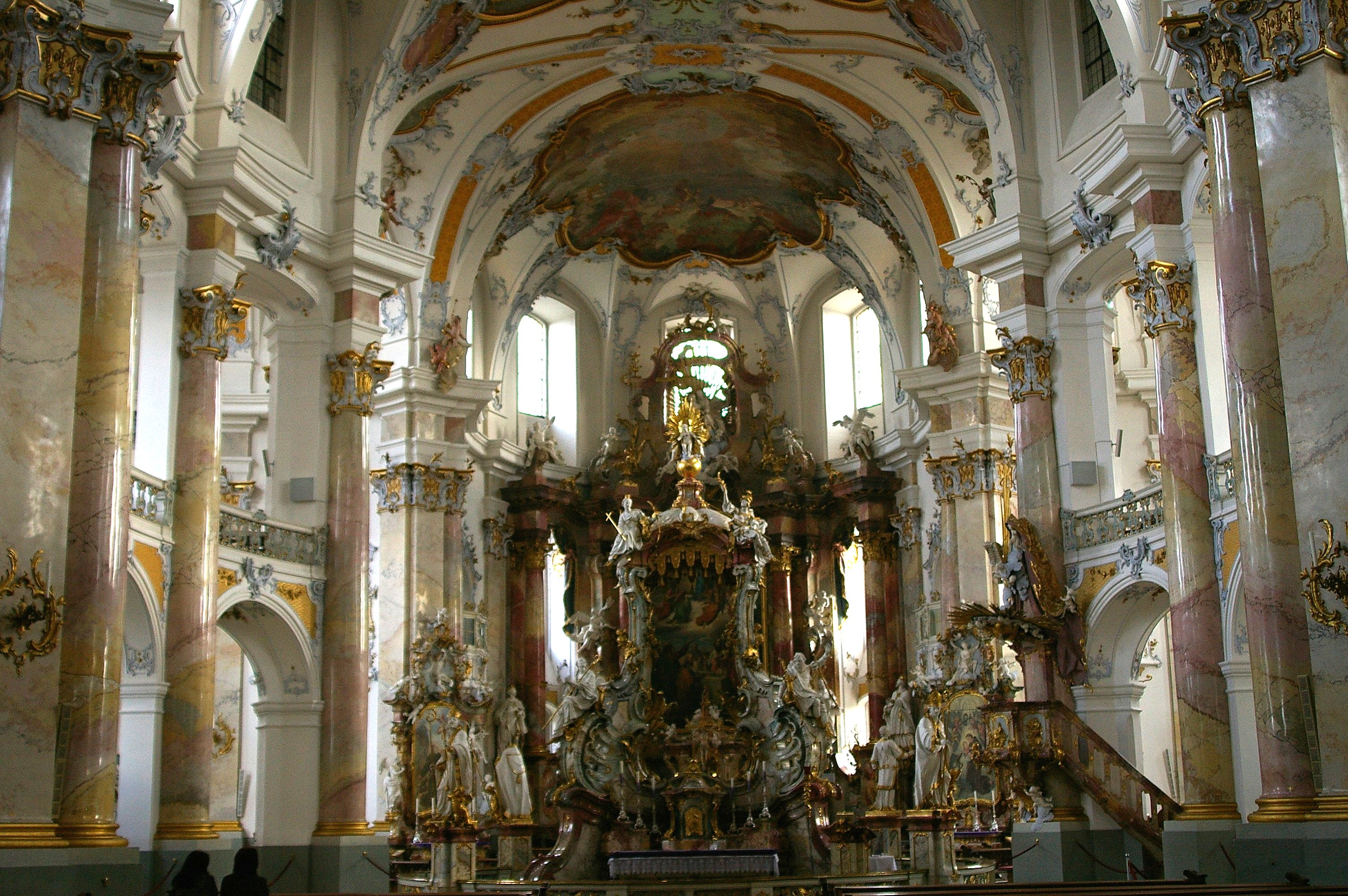
Bazilica Vierzehnheiligen, construită de Balthasar Neumann